# Sala Comacina
Sala Comacina – miejscowość i gmina we Włoszech, w regionie Lombardia, w prowincji Como.
Według danych na rok 2004 gminę zamieszkiwały 602 osoby, 120,4 os./km².